# Список вулканів Соломонових островів
Далі представлений список діючих і згаслих вулканів Соломонових Островів .

## Вулкани
| Назва                  | Висота | Висота   | Місцезнаходження                                                 | Останнє виверження |
| Назва                  | метри  | фути     | Координати                                                       | Останнє виверження |
| ---------------------- | ------ | -------- | ---------------------------------------------------------------- | ------------------ |
| Підводна гора Коулмана | -      | -        | 8°50′ пд. ш. 157°10′ сх. д. / 8.83° пд. ш. 157.17° сх. д.        | 10 000 років тому  |
| Гальего (вулкан)       | 1000   | 3281     | 9°21′ пд. ш. 159°44′ сх. д. / 9.35° пд. ш. 159.73° сх. д.        | -                  |
| Кана Кеокі             | -700   | -2297    | 8°45′ пд. ш. 157°02′ сх. д. / 8.75° пд. ш. 157.03° сх. д.        | -                  |
| Кавачі                 | -20    | -66      | 9°01′ пд. ш. 157°57′ сх. д. / 9.02° пд. ш. 157.95° сх. д.        | 2014               |
| Нонда                  | 760    | 2493     | 7°40′ пд. ш. 156°36′ сх. д. / 7.67° пд. ш. 156.60° сх. д.        | Плейстоцен         |
| Острів Саво            | 485    | 1591 рік | 9°08′ пд. ш. 159°49′ сх. д. / 9.13° пд. ш. 159.82° сх. д.        | 1847к              |
| Сімбо                  | 335    | 1099     | 8°17′31″ пд. ш. 156°31′12″ сх. д. / 8.292° пд. ш. 156.52° сх. д. | 1910               |
| Тінакула               | 851    | 2792     | 10°23′ пд. ш. 165°48′ сх. д. / 10.38° пд. ш. 165.80° сх. д.      | 2017к              |